# Adam Pineault
Adam Joseph Pineault (* 23. května 1986 v Holyoke, Massachusetts) je bývalý americký hokejový útočník.

## Hráčská kariéra
Počátky v začátcích kariéry vstoupil v roce 2001 do rozvojového programu amerického tábora v kategorii do 18 let. V rozvojovém programu působil dva roky. Jeden rok hrával za vysokou školu Boston College. V roce 2004 byl draftován ve 2 kole, celkově 46. týmem Columbus Blue Jackets. Po draftu odešel do juniorského klubu Moncton Wildcats, kteří si ho v roce 2002 vybrali ve vstupním draftu QMJHL. V Moncton Wildcats odehrál dvě sezóny, v sezóně 2005/06 vyhráli klubovou trofej President's Cup. Začátky v profesionální seniorské lize začínal na farmě Columbusu v Syracuse Crunch. První šancí v hlavním kádru Columbusu Blue Jackets dostal 3. dubna 2008 proti týmu Detroit Red Wings. Za Columbus odehrál celkem tři zápasy. 10. ledna 2009 byl vyměněn do klubu Chicago Blackhawks za Michaela Blundena. Po výměně byl poslán na farmu Chicaga v Rockford IceHogs hrající ligu AHL. V klubu působil do konce sezóny. Po sezóně se stal volným hráčem, z žádných klubů NHL neprojevil zájem, 1. listopadu 2009 podstoupil testování s extraligovým klubem Pardubicemi. 8. prosince 2009 nabídli Pardubice smlouvu. 14. května 2010 podepsal víceletou smlouvu s Eatonem. Před začátkem ročníku 2011/12 požádal vedení klubu o uvolnění z kádru kvůli zdravotních problémech manželky. Zpět k hokeji se plně vrátil v září 2012, k návratu NHL zvolil tým Allen Americans působící v CHL.

## Ocenění a úspěchy
- 2006 CHL – Memorial Cup All-Star Tým

## Prvenství

### NHL
- Debut – 3. dubna 2008 (Detroit Red Wings proti Columbus Blue Jackets)

### ČHL
- Debut - 13. listopadu 2009 (HC Eaton Pardubice proti HC Slavia Praha)
- První gól - 20. listopadu 2009 (BK Mladá Boleslav proti HC Eaton Pardubice, českému brankáři Michalu Valentovi)
- První asistence - 22. listopadu 2009 (HC Oceláři Třinec proti HC Eaton Pardubice)

## Klubové statistiky
| Sezóna       | Klub                           | Soutěž       |    | Základní část | Základní část | Základní část | Základní část | Základní část |    | Play off | Play off | Play off | Play off | Play off |
| Sezóna       | Klub                           | Soutěž       | Z  | G             | A             | B             | TM            | Z             | G  | A        | B        | TM       |          |          |
| 2000–01      | Boston Junior Bruins           | EJHL         | 57 | 30            | 35            | 65            | 56            | —             | —  | —        | —        | —        |          |          |
| 2001–02      | U.S. National Development Team | NAHL         | 58 | 16            | 8             | 24            | 25            | —             | —  | —        | —        | —        |          |          |
| 2002–03      | U.S. National Development Team | USDP         | 56 | 22            | 22            | 44            | 95            | —             | —  | —        | —        | —        |          |          |
| 2003–04      | Boston College                 | NCAA         | 29 | 4             | 4             | 8             | 30            | —             | —  | —        | —        | —        |          |          |
| 2004–05      | Moncton Wildcats               | QMJHL        | 61 | 26            | 20            | 46            | 64            | 12            | 2  | 6        | 8        | 18       |          |          |
| 2005–06      | Moncton Wildcats               | QMJHL        | 55 | 29            | 30            | 59            | 94            | 21            | 14 | 8        | 22       | 25       |          |          |
| 2006–07      | Syracuse Crunch                | AHL          | 57 | 12            | 16            | 28            | 66            | —             | —  | —        | —        | —        |          |          |
| 2007–08      | Syracuse Crunch                | AHL          | 74 | 21            | 27            | 48            | 64            | 8             | 0  | 2        | 2        | 2        |          |          |
| 2007–08      | Columbus Blue Jackets          | NHL          | 3  | 0             | 0             | 0             | 0             | —             | —  | —        | —        | —        |          |          |
| 2008–09      | Syracuse Crunch                | AHL          | 29 | 5             | 7             | 12            | 36            | —             | —  | —        | —        | —        |          |          |
| 2008–09      | Rockford IceHogs               | AHL          | 41 | 5             | 9             | 14            | 16            | 4             | 0  | 0        | 0        | 2        |          |          |
| 2009–10      | HC Eaton Pardubice             | ČHL          | 31 | 10            | 10            | 20            | 67            | 13            | 0  | 5        | 5        | 12       |          |          |
| 2010–11      | HC Eaton Pardubice             | ČHL          | 48 | 9             | 5             | 14            | 60            | 7             | 0  | 0        | 0        | 6        |          |          |
| 2011–12      | Allen Americans                | CHL          | 3  | 1             | 1             | 2             | 0             | —             | —  | —        | —        | —        |          |          |
| 2012–13      | Allen Americans                | CHL          | 53 | 16            | 23            | 39            | 63            | 1             | 0  | 0        | 0        | 0        |          |          |
| 2013–14      | Utah Grizzlies                 | ECHL         | 28 | 3             | 8             | 11            | 20            | 5             | 0  | 1        | 1        | 0        |          |          |
| Celkem v NHL | Celkem v NHL                   | Celkem v NHL | 3  | 0             | 0             | 0             | 0             | —             | —  | —        | —        | —        |          |          |

## Reprezentace
| Rok                       | Tým                       | Soutěž                    | Z  | G | A | B | TM |
| ------------------------- | ------------------------- | ------------------------- | -- | - | - | - | -- |
| 2003                      | USA 18                    | MS-18                     | 5  | 0 | 2 | 2 | 4  |
| 2005                      | USA 20                    | MSJ                       | 7  | 0 | 1 | 1 | 2  |
| Juniorská kariéra celkově | Juniorská kariéra celkově | Juniorská kariéra celkově | 12 | 0 | 3 | 3 | 6  |